# EN 326 (variante)

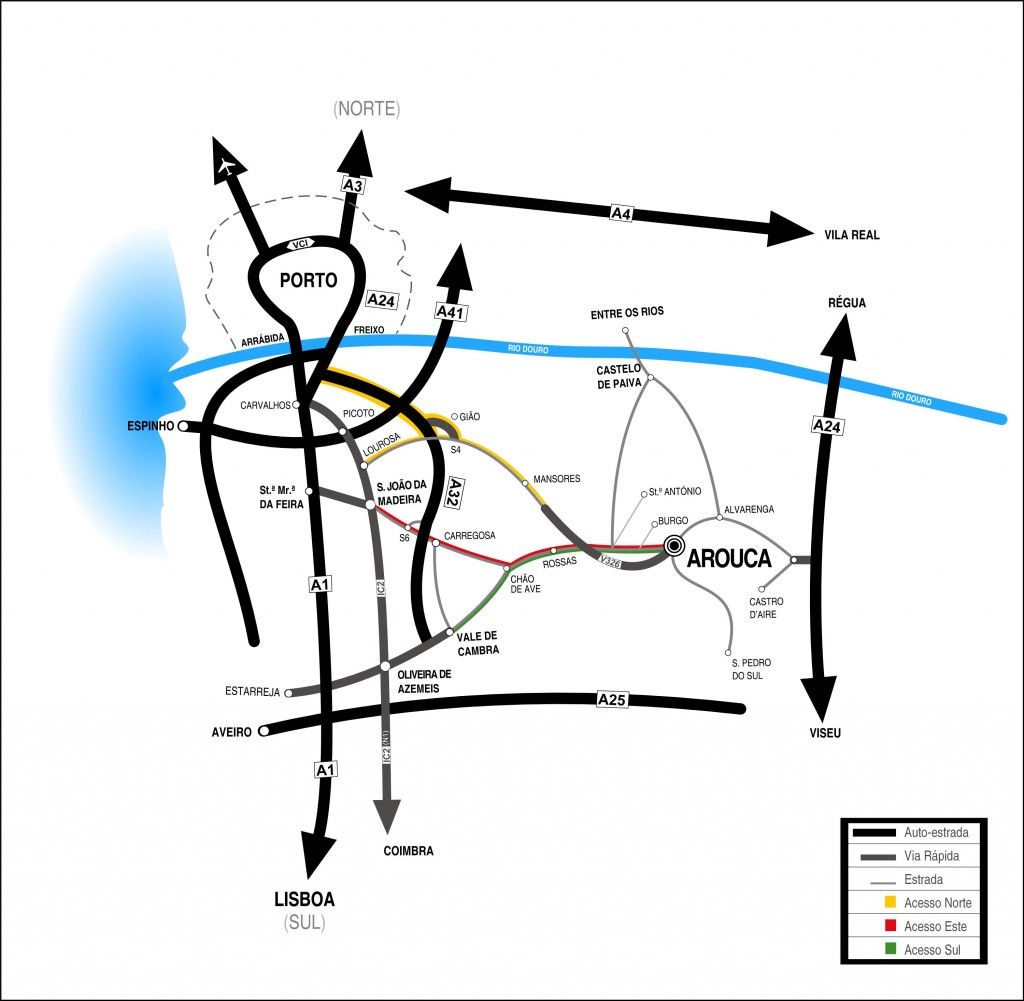
Acessos ao concelho de Arouca - Variante à EN 326

A variante à EN326 é uma estrada nacional, com cerca de 30Km , que é a via de acesso do concelho de Arouca (concelho da Área Metropolitana do Porto e da Região do Norte) aos municípios mais a litoral, a partir da parte sudeste da Área Metropolitana do Porto, que liga o concelho de Arouca à A32 e ao IC2 , na localidade de Pigeiros , em Santa Maria da Feira. Em sentido contrário, é a porta de acesso, ao concelho de Arouca e à vila de Arouca, a partir dos municípios mais litoral da Área Metropolitana do Porto. É, portanto, a estrada estrutural e directa, com a auto-estrada A32, de acesso ao concelho de Arouca, no contexto da Área Metropolitana do Porto.
A primeira fase e a segunda fase da variante que foram construídas são utilizadas pelos transportes públicos que servem o concelho de Arouca, que são os autocarros da Rede UNIR Mobilidade  da Área Metropolitana do Porto, com carreiras regulares, todos os dias, entre o Porto (Terminal Rodoviário do Parque das Camélias (cidade do Porto) e Terminal Intermodal de Campanhã, localizada na Estação Ferroviária de Porto-Campanhã) e Arouca, bem como entre Arouca (Centro Coordenador de Transportes de Arouca) e o Porto, quer pelo denominado «Fundo do Concelho de Arouca» (transbordo em Lourosa (Santa Maria da Feira)), quer por São João da Madeira, com transbordo no Centro Coordenador de Transportes de São João da Madeira. O Centro Coordenador de Transportes de Arouca é, portanto, um dos pontos de chegada dos autocarros diários provenientes dos concelhos mais a litoral da Área Metropolitana do Porto, bem como um ponto de partida desses autocarros que se dirigem para os concelhos mais a litoral da Área Metropolitana do Porto.